# Cruziohyla
Cruziohyla és un gènere de granotes de la família dels hílids.

## Taxonomia
- Cruziohyla calcarifer (Boulenger, 1902) -Amèrica Central i nord de Sud-amèrica-.
- Cruziohyla craspedopus (Funkhouser, 1957) -Amazònia-.